# Roger de Flor
Pour les articles homonymes, voir Robert Blum et Blum.
Roger de Flor, aussi nommé Ruggero da Fiore, Rutger von Blum ou Rontzerius, né à Brindisi vers 1267 et mort assassiné à Andrinople le 30 avril 1305, est un condottiere italien, commandant en chef de la compagnie catalane.

## Biographie
Né à Brindisi vers 1267, Roger de Flor est le second fils de Richard von Blum, fauconnier de l'empereur germanique Frédéric II de Hohenstaufen. Richard meurt en combattant Charles d’Anjou lors de la bataille de Tagliacozzo en 1268. Les biens de sa famille sont confisqués, sauf la dot de sa mère. Bien qu'issue de la bonne société de Brindisi, celle-ci se retrouve alors sans ressources pour élever ses enfants. Alors que Roger a huit ans, débarque à Brindisi un chevalier français de l'ordre du Temple du nom de Vassall, originaire de Marseille, et capitaine de la nef Le Faucon. Celui-ci prend Roger sous sa protection et se charge de son éducation.
Après avoir navigué durant plusieurs années, Roger est admis au sein de l’ordre du Temple avec le grade de sergent, inférieur à celui de chevalier, et participe à défense de Saint-Jean-d'Acre en 1291. Il parvient à évacuer de nombreux chrétiens avant la prise de la ville par les Musulmans, et reçoit en récompense de nombreux biens. Par la suite, les Templiers l'accusent d'avoir détourné une partie de leurs trésors et l'expulsent de l'Ordre. Tirant profit de son expérience militaire, Roger s'adonne pour son propre compte à la guerre de course en Méditerranée orientale. Vers 1299, il se met au service du roi Frédéric II de Sicile, fils de Pierre III d'Aragon, et se livre à la guerre de course contre les navires napolitains et provençaux. Roger s'illustre en 1301 par un raid contre le royaume de Naples en Apulie, puis par la défense de Messine contre Robert de Naples. En récompense de ses glorieux états de service, Roger est nommé vice-amiral de la flotte sicilienne à la fin de l'année 1301.
Frédéric le nomme capitaine des compagnies d’Almogavres (almogàvers), mercenaires catalano-aragonais qui ont participé à la conquête de Valence et de Majorque pour le compte de la couronne d'Aragon et qui ont aidé à consolider la présence aragonaise en Sicile contre la maison d’Anjou. Il organise cette troupe de combattants, la compagnie catalane, en rédigeant une charte servant de loi commune, puis en convoquant un conseil de douze sages pour arbitrer les litiges, détenteur d'un sceau pour officialiser les contrats de condotta et un règlement strict au sujet du partage des prises et des soldes mis au point par Ramon Muntaner. Ce modèle s'inspire du contrat de condotta fréquent en Italie à cette époque.

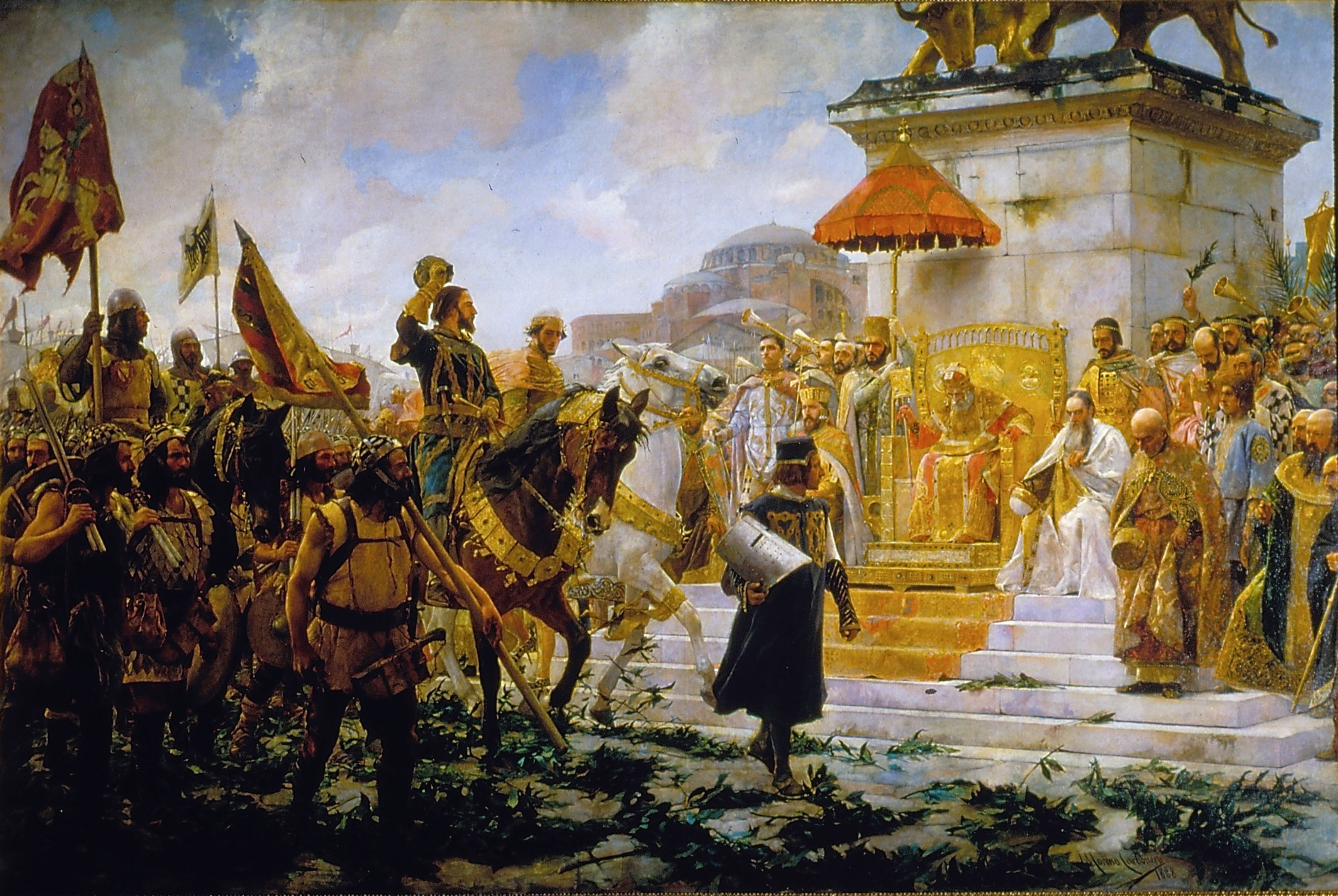
L'entrée de Roger de Flor à Constantinople par José Moreno Carbonero.

En août 1302, la maison d'Aragon et la maison d'Anjou signent la paix de Caltabellotta. Les mercenaires qui servent dans les deux camps se retrouvent donc sans emploi. Roger de Flor décide de proposer ses services à l'empereur byzantin Andronic II Paléologue, pour l'aider à combattre les Turcs qui déferlent dans l'Empire et menacent d'assiéger Constantinople. L'empereur accède à sa requête et le capitaine prend la tête d'une expédition de quatre mille Almogavres et de trente-neuf navires, constituant la compagnie catalane. Andronic lui concède le titre de mégaduc, commandant en chef de la flotte impériale, la sixième dignité de l'Empire. Pour les troupes catalanes, l'empereur concède une solde double du montant habituel pour les mercenaires, payable quatre mois à l'avance.
Le corps expéditionnaire catalan débarque à Constantinople en septembre 1303. Conformément aux accords précédents, Andronic donne à Roger la main de sa nièce Marie, fille de sa sœur Irène et du tsar détrôné Jean Asen III de Bulgarie. Le nombre de mercenaires est cependant plus élevé que prévu, ce qui pose un certain nombre de difficultés, notamment financières, aux Byzantins. Peu après une rixe avec les Génois, la compagnie se rend en Anatolie et atteint la ville de Cyzique en octobre. Au printemps 1304, la compagnie s'empare des villes de Philadelphie, Magnésie et Éphèse, et repousse les Turcs jusqu'aux Portes de Cilicie.
Roger est ensuite appelé par l'empereur Andronic en Thrace afin d'aider son fils aîné, Michel IX Paléologue, à défendre Andrinople contre les Bulgares. Mais la véritable raison est probablement la défiance d'Andronic à l'égard des ambitions du condottiere. En octobre 1304, Roger de Flor et la compagnie catalane installent un camp fortifié sur la péninsule de Gallipoli. Le condottiere réclame à l'empereur byzantin ses arriérés de salaire, soit la somme de 300 000 hyperpères. Après négociations, Andronic lui concède le titre de César de l'Empire et la seigneurie des territoires byzantins d’Anatolie, à l'exception des villes principales. Roger se rend ensuite à Andrinople avec une petite escorte chez son rival Michel IX. Celui-ci l'accueille avec les honneurs le 24 avril 1305, avant de le faire assassiner au cours d'un banquet, en même temps que la majeure partie de son escorte, le 30 avril. Michel ne peut cependant neutraliser la compagnie dans sa totalité, car les Almogavres se choisissent un nouveau chef et se lancent dans de violentes représailles. Sous le commandement de Berenguer d'Entença, ils se dirigent vers Constantinople et rasent tout ce qu'ils trouvent sur leur passage en Thrace et en Macédoine ; c'est la vengeance catalane (es). Ils se dirigent ensuite vers la Thessalie et combattent au nom du duc d'Athènes, Gautier de Brienne, avant de se retourner contre lui. Après l'avoir vaincu lors de la bataille d'Halmyros en 1311, les Almogavres s'emparent du duché d'Athènes.

## Littérature
Roger de Flor est très populaire chez ses contemporains grâce à la Chronique de Ramon Muntaner, dans laquelle celui-ci rapporte l'expédition à laquelle il participe. Roger de Flor devient une figure mythique pour les Catalans et sert de modèle essentiel au héros de Joanot Martorell dans son Tirant le Blanc paru en 1490.